# تعويض مثلثي
في الرياضيات، التعويض المثلثي هو استبدال حد أو تعبير رياضي بدالة مثلثية، عن طريق استخدام المتطابقات المثلثية، ويكون ذلك عادة لتبسيط نوعية من التكاملات المحتوية على تعبيرات جذرية.:
- إذا كانت التكاملة تحتوي على تعبير بالصورة a2 − x2، نفترض أن

{\displaystyle x=a\sin \theta \,}
ثم نستخدم المتطابقة
{\displaystyle 1-\sin ^{2}\theta =\cos ^{2}\theta .\,}
- إذا كانت التكاملة تحتوي على تعبير في الصورة a2 + x2، افترض أن

{\displaystyle x=a\tan \theta \,}
واستخدم المتطابقة
{\displaystyle 1+\tan ^{2}\theta =\sec ^{2}\theta .\,}
- إذا كانت التكاملة تحتوي على تعبير في الصورة x2 − a2، افترض أن

{\displaystyle x=a\sec \theta \,}
ثم استخدم المتطابقة
{\displaystyle \sec ^{2}\theta -1=\tan ^{2}\theta .\,}